# Хшанув (гміна, Хшановський повіт)
Гміна Хшанув (пол. Gmina Chrzanów) — місько-сільська гміна у південній Польщі. Центр — місто Хшанув. Належить до Хшанувського повіту Малопольського воєводства.
Станом на 31 грудня 2011 у гміні проживало 48824 особи.

## Площа
Згідно з даними за 2007 рік площа гміни становила 79.33 км², у тому числі:
- орні землі: 45,00%
- ліси: 37,00%

Таким чином, площа гміни становить 21,35% площі повіту.

## Населення
Станом на 31 грудня 2011:
| Опис     | Загалом | Загалом | Чоловіки | Чоловіки | Жінки | Жінки |
| -------- | ------- | ------- | -------- | -------- | ----- | ----- |
| одиниця  | осіб    | %       | осіб     | %        | осіб  | %     |
| все      | 48824   | 100     | 23416    | 47.96    | 25408 | 52.04 |
| міське   | 38679   | 100     | 18481    | 47.78    | 20198 | 52.22 |
| сільське | 10145   | 100     | 4935     | 48.64    | 5210  | 51.36 |

## Сусідні гміни
Гміна Хжанув межує з такими гмінами: Альверня, Бабіце, Лібйонж, Тшебіня.